# Dolina Wapienna
Dolina Wapienna (niem. Kalkgrund) – dolina górska w Sudetach Środkowych w Górach Sowich w woj. dolnośląskim. 
Dolina położona jest na terenie Parku Krajobrazowego Gór Sowich w północno-zachodnim fragmencie Gór Sowich, około 3,0 km na zachód od centrum Bielawy.
Dolina Wapienna jest to mała kręta dolina wcinająca się w północno-wschodnią krawędź środkowej części Gór Sowich, tworząc głęboko wcięte obniżenie, którym płynie zachodni potok Brzęczek. Dolina wypreparowana jest w prekambryjskich gnejsach i migmatytach skałach metamorficznego pochodzenia. Rzeźba doliny jest wynikiem wydarzeń tektonicznych, powstania brzeżnego uskoku sudeckiego w miejscu przechodzenia uskoku w pobliżu północno-wschodniej krawędzi Gór Sowich nastąpiło zerwanie skał, oraz rozluźnienie i zniszczenie skał podłoża. Największy wpływ na rzeźbę doliny miało zlodowacenie bałtyckie, a późniejsza erozja doprowadziła do powstania erozyjnego obniżenia w kształcie wąwozu tworząc dolinę. Dolina w całości porośnięta lasem bukowo-świerkowym regla dolnego, ciągnie się na długości około 2 km od granicy parku krajobrazowego i podchodzi pod partie szczytowe, między wzniesieniami Błyszcz i Kawka, gdzie położone są źródła zachodniego potoku Brzęczek.
Dolina Wapienna znana była w przeszłości poszukiwaczom kruszców i szlachetnych kamieni, ze względu na położenie w okruszcowanej strefie kontaktowej uskoku.